# Kriston Andrea
Kriston Andrea (Sajószentpéter, 1964. július 26. –) testnevelő tanár, tréner. Az intimtorna módszer, a Kriston Intimtorna létrehozója és aktív oktatója.

## Élete
Egerben a Ho Si Minh Tanárképző Főiskolán végzett testnevelés-biológia szakon, mellette a Testnevelési Főiskolán atlétika edzői szakán, majd később tanári végzettséget szerzett. 1986-ban kezdett tanítani Kazincbarcikán a Kertvárosi Általános Iskolában, akkor dolgozta ki azt a módszert, amit ma már Kriston Intim Torna (KIT) néven tanítanak.
Szeretem, ahogy a hálás szemek visszajeleznek, amikor tanítványaim a változásokról beszámolnak, ahogy feltöltődve hazamennek.
1987–1996 között volt óraadó tanár a Kereskedelmi és Vendéglátóipari Főiskola Testnevelés Tanszékén, ahol női egészségvédő testi nevelő órákat tartott.
A Szent Rókus Kórházban 10 éven keresztül mérte sikeresen módszere hatékonyságát, de végzett kutatásokat a Debreceni Klinikán is. A Kriston módszert orvosok ajànljàk prevencióra és önrehabilitációra egyarànt.
A Kriston Intimtornát egyre több helyen tanítják a világon: Szlovákia, Románia, Ecuador, USA, Kanada, Csehország, Anglia, Franciaország, Ciprus.

## Kutatásai
- Debreceni Urológiai Klinika Urológiai Osztály Dr. Benyó Mátyás, Dr. Lórincz László, Dr. Flaskó Tibor és két szakdolgozó, Herman Andrea és Nagy Éva mellett.
- Szent Rókus Kórház Urogynecologia

10 éven keresztül, végzett kutatást a Kriston módszer hatékonyságàról Dr. Demeter János, Dr. Simon Zsolt és Dr. Nagy Lajos közreműködésével.
- Norvégia, Oslo
- Ecuador, Quito Egyetem
- Időmérleg kutatás

## Tagságai
- Magyar Sporttudományi Társaság Egészségműveltségi Szakbizottság, elnök
- Szexuál Medicina Társaság, tag

## Tevékenységei
- Saját fejlesztésű módszer oktatása nők, férfiak, gyerekek számára
- Kriston-módszer oktatása óvodában, iskolában
- A Kriston-módszer továbbadása trénerek számára
- Előadások tartása, cikkek írása
- Egészségtudatos életstílus elemeinek oktatása

## Művei

### Könyvek
- Kriston testreform, alcíme: Kívül formál, belül óv (Sanoma Kiadó, 2010) ISBN 9789639710023
- Kriston intim torna[2] (Sanoma Kiadó, Budapest, 2006) ISBN 9789633412282
- Intim női torna[3][4] (Bibliofil Kiadó, Budapest, 1991) ISBN 0579000428119
- Testreform, Kívül formál, belül óv (audió, 1995)
- Testreform, Kívül formál, belül óv (2005)
- Mozgásos játékok (1993)
- Kriston intim torna férfiaknak (2009) ISBN 9789639710467

### Filmek
- Intim torna nőknek (1991)
- Testreform kezdő, haladó, 3X15 perces (1999)
- Kriston intim torna nőknek (2010)
- Gólyatréning (2014)